# Aphelium
Aphelium, også kaldet aphel, engelsk: aphelion, er det punkt i en komet- eller planetbane, der er fjernest fra Solen (græsk Helios) (modsat perihelium). Udtrykket er en solspecifik udgave af den mere generelle betegnelse apoapsis, som angiver det punkt i et mindre legemes bane omkring et større, hvor der er størst afstand mellem de to.
Apheltid betegner det tidspunkt, hvor himmellegemet er fjernest fra Solen.
I 2019 var Jorden i aphelium den 4. juli kl. 22 GMT og afstanden til Solen var 1,016754 au eller 152,104 millioner km. 
I 2020 er Jorden i aphelium den 4. juli kl. 12 GMT og afstanden til Solen vil være 1,016694 au eller 152,095 millioner km.